# Hveravellir

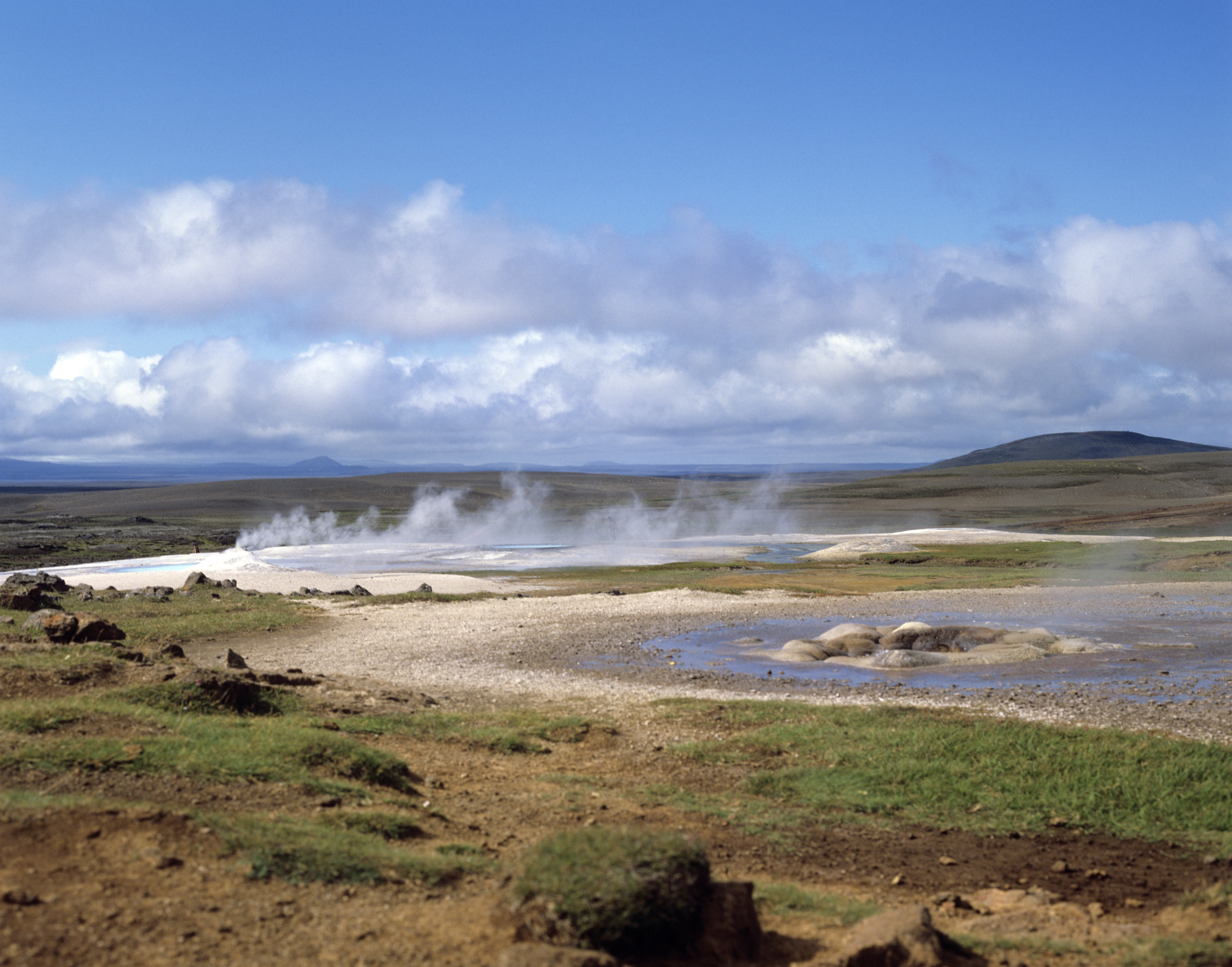
Hveravellir

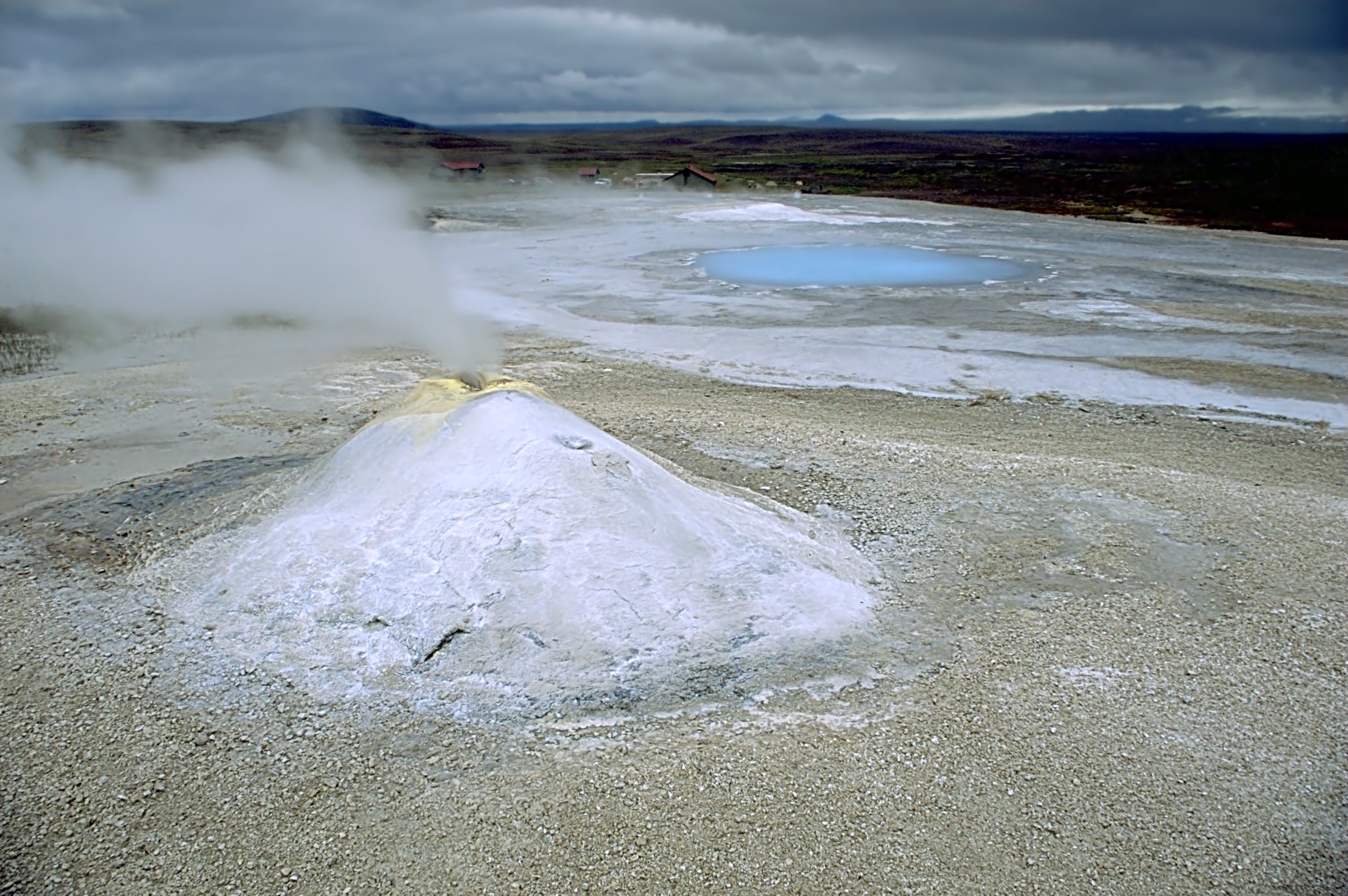
Heiße Quellen in Hveravellir

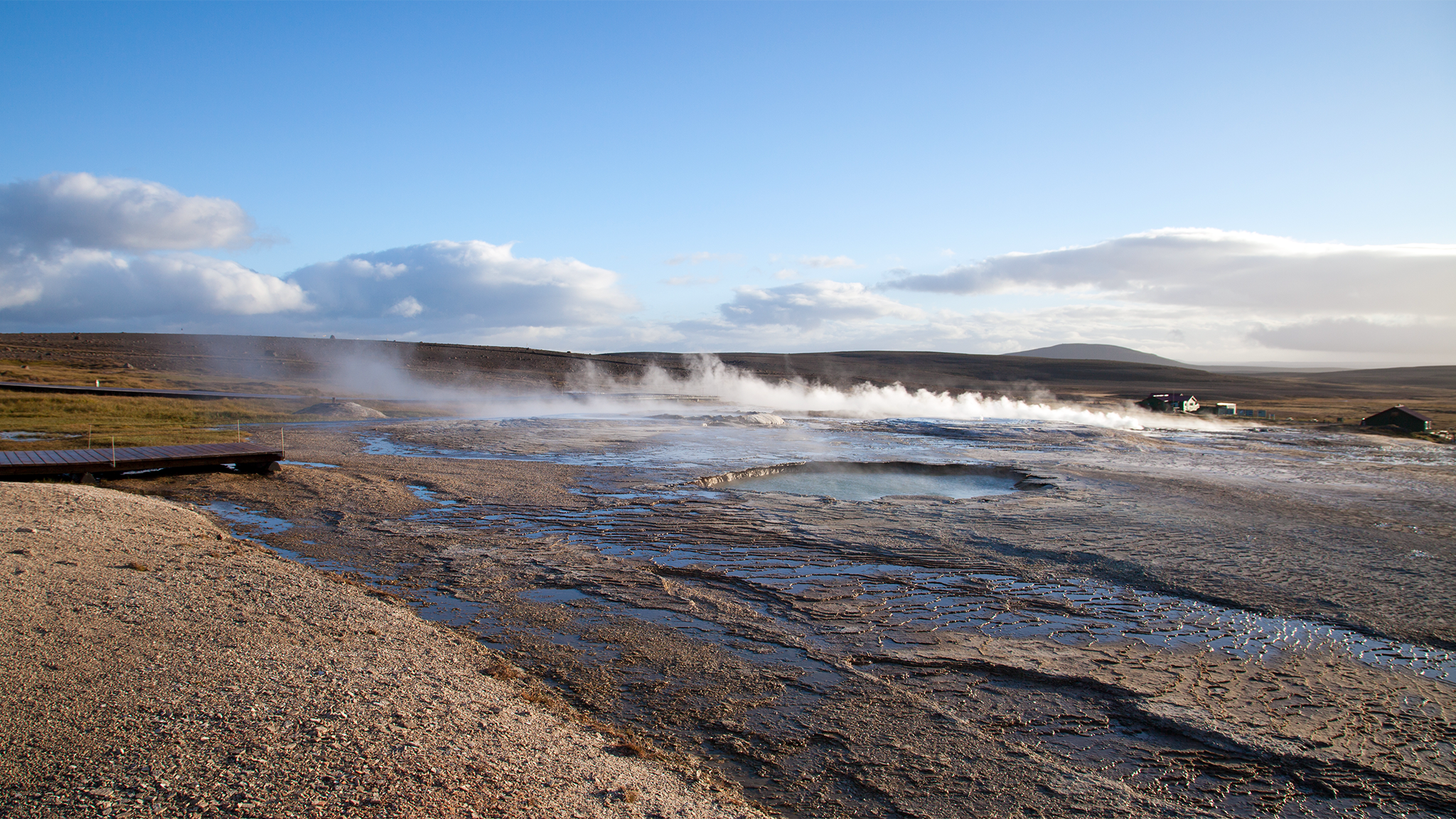
Hveravellir im September 2013

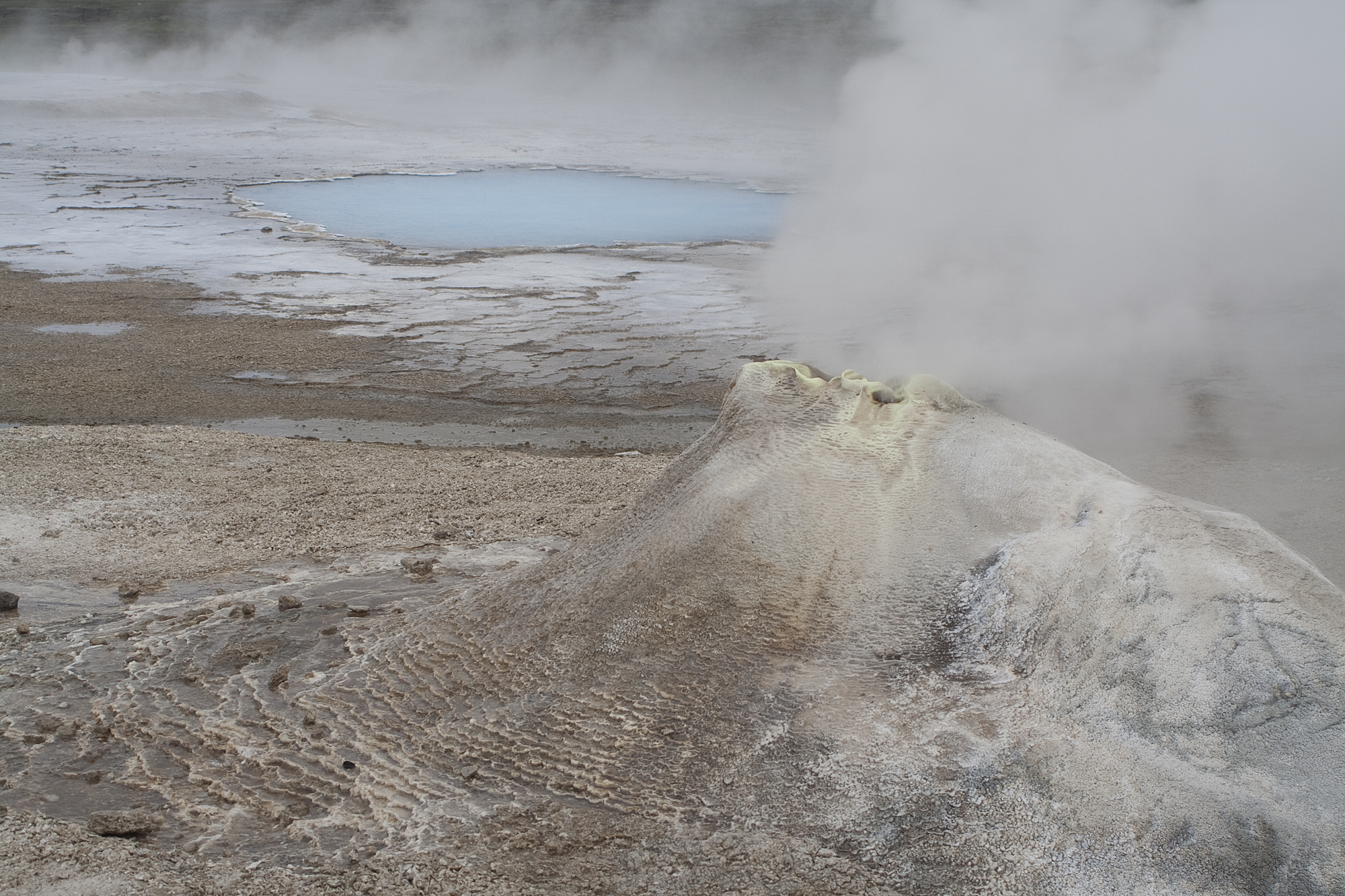
Fumarole im Hveravellir-Gebiet

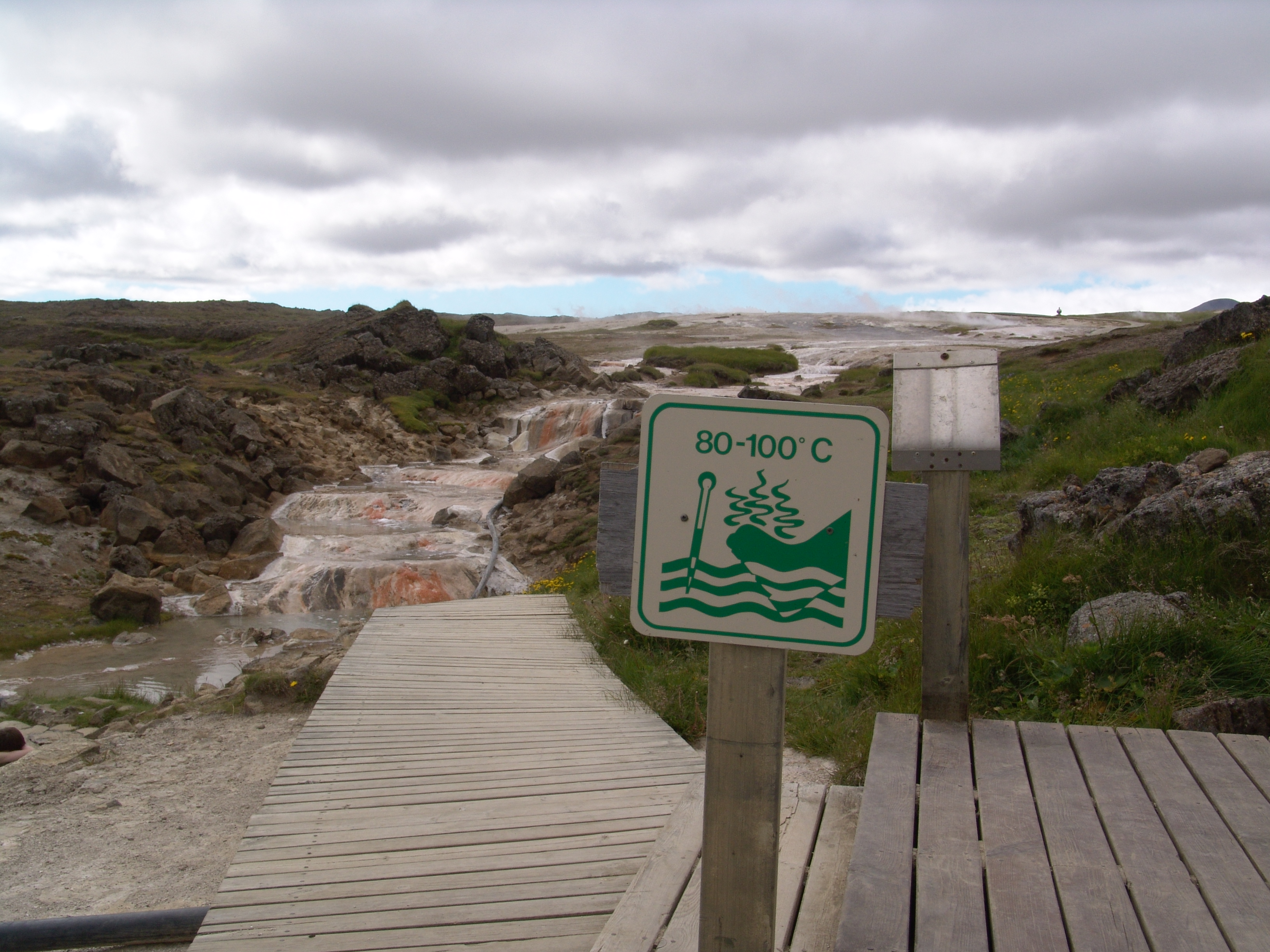
Für Island recht ungewöhnlich: Sinterterrassen in Hveravellir

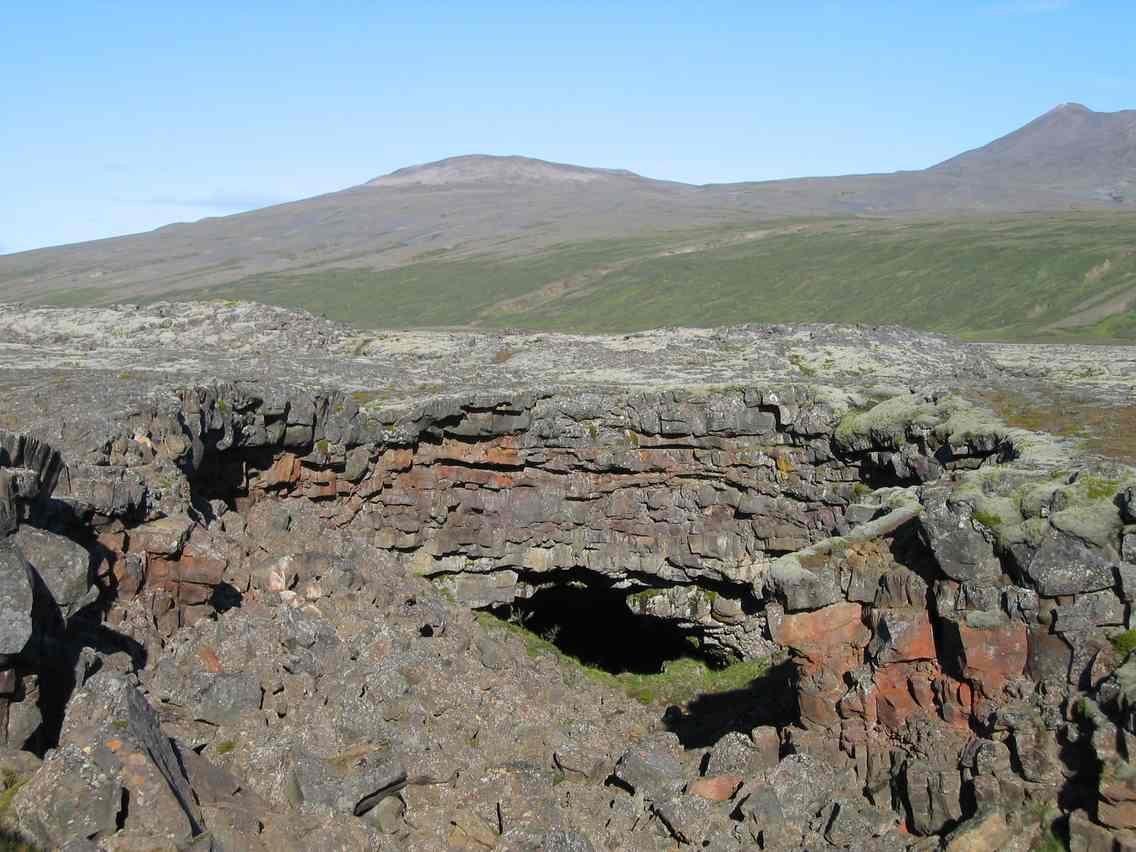
Lavafeld Hallmundarhraun mit Höhle Viðgelmir

Hveravellir (isl. hver „heiße Quelle“; vellir „Felder“) bezeichnet sowohl einen Zentralvulkan unter dem Gletscher Langjökull im Westen von Island als auch das dazugehörige Geothermalgebiet.

## Das Vulkansystem Hveravellir
Es handelt sich hier um eines der beiden eindeutig bekannten und mit dem Gletscherschild Langjökull verknüpften Vulkansysteme.
Es befindet sich am Nordwestende der aktiven Vulkanzone Islands, die sich von der Reykjanes-Halbinsel nach Nordosten erstreckt. Die Vulkanzone macht hier einen Knick nach Osten Richtung Kerlingarfjöll und Hofsjökull.
Der Zentralvulkan befindet sich in der nordöstlichen Hälfte des langgestreckten Gletscherschildes des Langjökull. Unter dem Eis entdeckte man eine Caldera.
Das dazugehörige vulkanische Spaltensystem im Nordosten des Langjökull reicht in Richtung Südwesten weit unter den großen Gletscherschild und in die Þjófadalir hinein. Auch kleinere Krater im Westen des Gletschers, z. B. die, aus denen die Laven des Hallmundarhraun strömten, werden ihm noch zugerechnet.

### Lavafeld Kjalhraun
Der Schildvulkan im Lavafeld Kjalhraun produzierte ca. 11 km³ an Laven bei seinen letzten Ausbrüchen vor ca. 7.800 Jahren. Auch einige andere kleinere Schildvulkane, die zum selben System gehören, produzierten nacheiszeitliche Lavaströme, die den Langjökull im Norden, Westen und Osten umgeben.

### Lavafeld Hallmundarhraun
Auch das im Westen des Langjökull befindliche Lavafeld Hallmundarhraun strömte im 9. Jahrhundert aus einer Kraterreihe auf der Westseite des Langjökull, die demselben System zugerechnet wird. Sie befindet sich auf der Hochebene Arnarvatnsheiði.

### Das dazugehörige Hochtemperaturgebiet Hveravellir
Es ist nicht zu verwechseln mit dem gleichnamigen Hochtemperaturgebiet im Reykjahverfi im Bezirk Þingeyrarsysla in Nordisland.

#### Lage
Zum Hochtemperaturgebiet sind es etwa 90 km auf dem Kjalvegur  vom Wasserfall Gullfoss nach Hveravellir.
Das ist eine der drei Hauptstraßen im Hochland Islands.
Nach Norden zu beträgt die Entfernung nach Blönduós ca. 110 km.
Hveravellir liegt etwa in der Mitte zwischen Reykjavík und Akureyri in jeweils etwa 200 km Entfernung von beiden Städten.
Hveravellir befindet sich im Kjölur-Hochland im Isländischen Hochland.
Es liegt auf etwa 640 m Höhe zwischen den Gletschern Langjökull und Hofsjökull und etwa in der Mitte des Kjalvegurs.

#### Beschreibung
Man findet in Hveravellir viele typische Merkmale von Hochtemperaturgebieten. So gibt es hier Heißwasserquellen, etwa die von Sinterterrassen umgebene Bláhver (dt. „Blaue Quelle“), Fumarolen und die fauchende Solfatare Öskurhöll (dt. „Brüllender Hügel“). Bei Bræðrahver und Eyvinderhver handelt es sich um kleine Springquellen.
Für Island ziemlich ungewöhnlich sind die Sinterterrassen, die der Vulkanismus gebildet hat.
Das Geothermalgebiet steht seit 1960 unter Naturschutz.

## Sport und Erholung
Beim Hochtemperaturgebiet befindet sich seit 1938 eine Hütte des Wandervereins Ferðafélag Íslands, ein neueres Haus befindet sich dort seit 1980.
Daneben bietet das Gebiet ein Thermalbad mit einer natürlichen Felsenwanne von ca. 25 Quadratmetern und einer Einlauftemperatur von über 80 Grad, das auf deutlich unter 40 Grad heruntergemischt wird, sowie mehrere Wanderwege.

## Geschichte

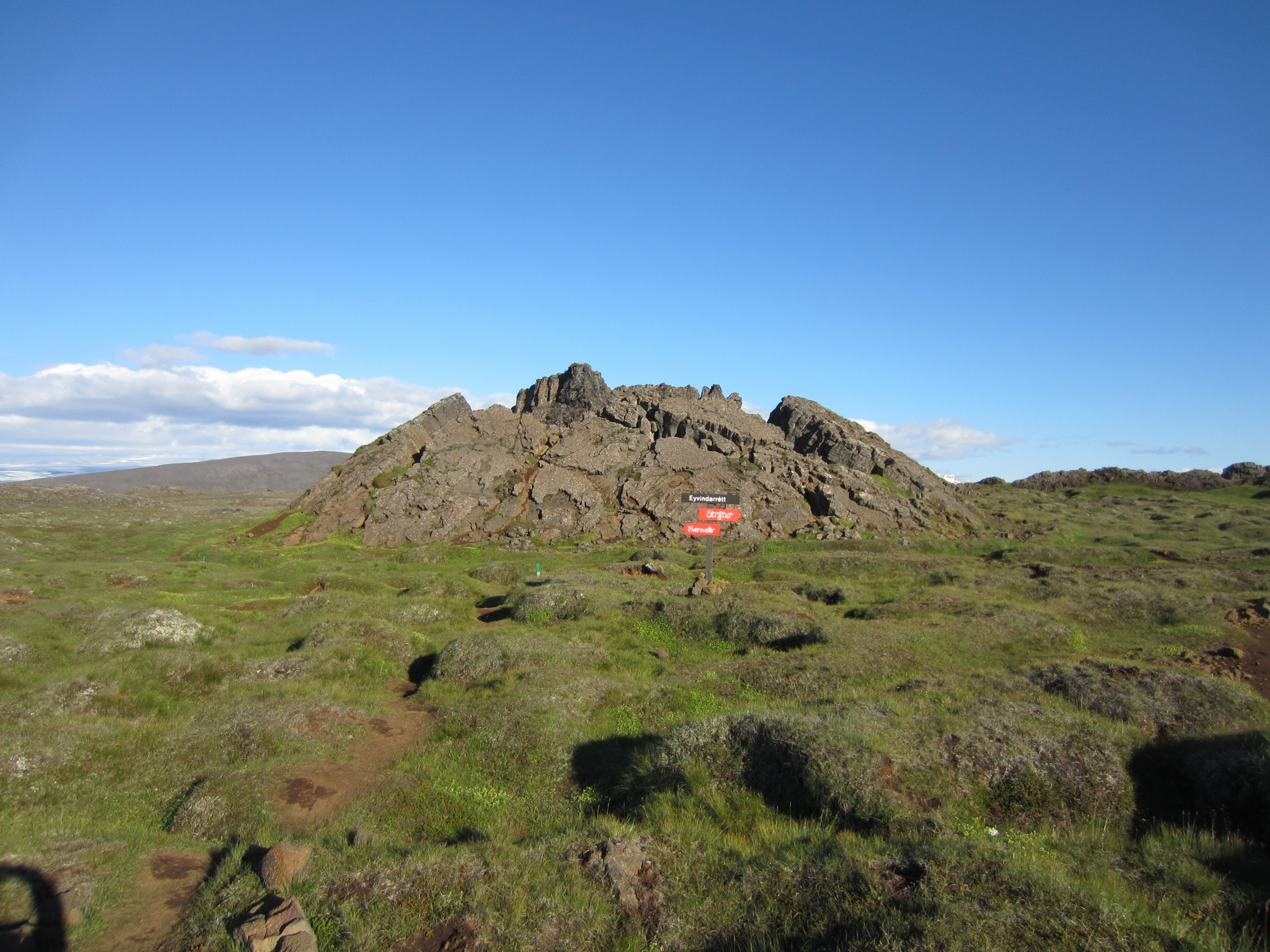
Eyvindarrétt

Im 18. Jahrhundert lebte laut Überlieferung Fjalla-Eyvindur, ein geächteter und wegen Diebstahls verurteilter Isländer, mit seiner Frau bei Hveravellir. Eine höhlenartige Hütte, Eyvindar-Kofi, ist noch zu besichtigen. Es heißt, er habe sein Essen in der Quelle Eyvindarhver zubereitet. Außerdem sind die Reste eines Schafpferchs Eyvindar-Rétt nach ihm benannt.
Seit 1965 befindet sich eine Wetterstation des Meteorologischen Amtes in Hveravellir.